# Tiaso

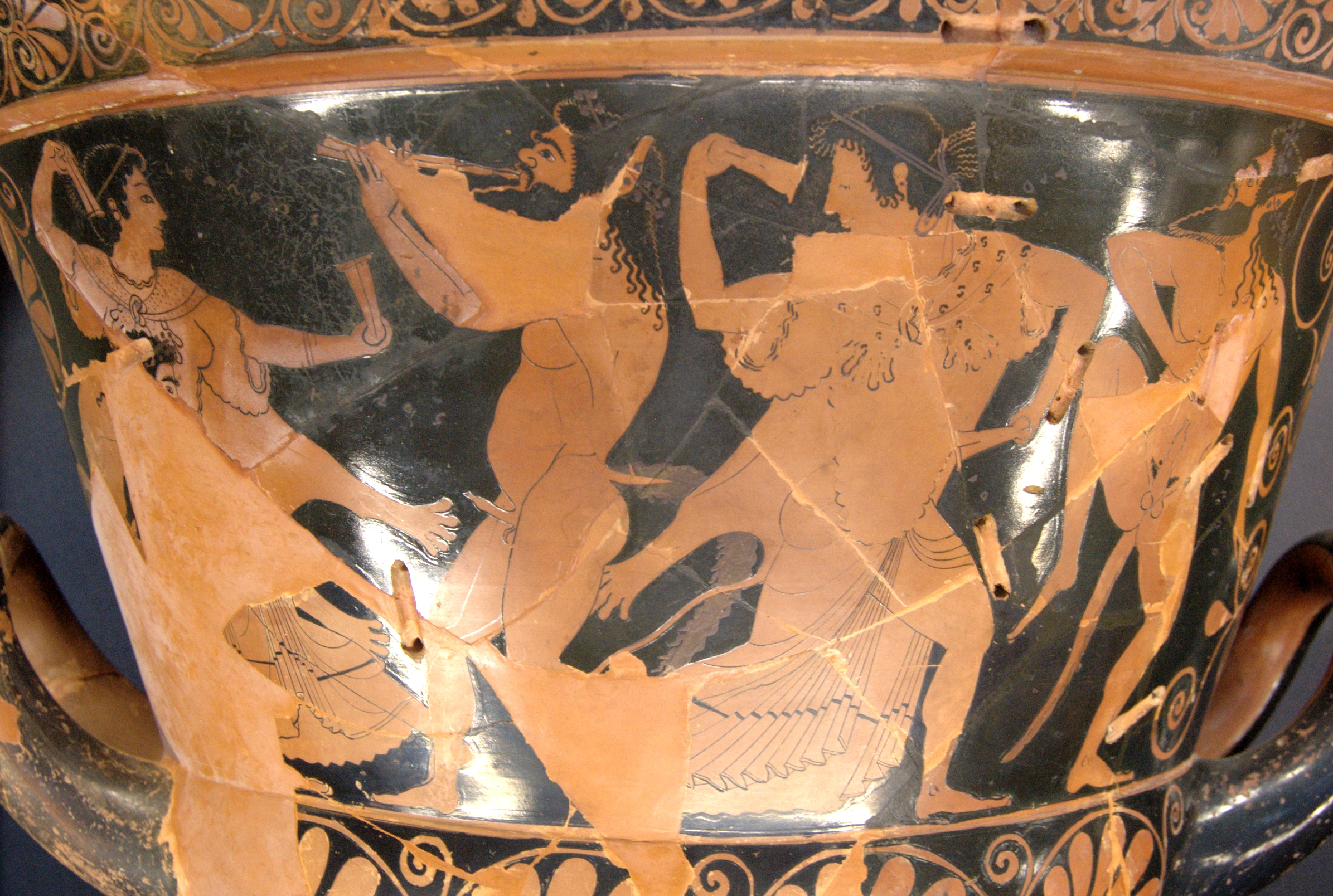
Dioniso e il suo tiaso (cratere attico a figure rosse, Parigi, Museo del Louvre)

Il tìaso (in greco antico: θίασος?, thíasos) era un'associazione femminile di carattere prevalentemente religioso che nell'Antica Grecia celebrava il culto di un dio, specialmente quello di Dioniso, con processioni, canti e danze generalmente sfrenate. Il termine indicò anche una suddivisione delle fratrie, ma non è noto se anche questa suddivisione avesse una connotazione religiosa.

## Il tiaso dionisiaco
Il tìaso era in origine, nella mitologia greca, il corteo al seguito di Dioniso, i cui membri più significativi erano le Menadi, o figure demoniache, a metà strada tra l'uomo e gli animali selvaggi, come i Sileni e i Satiri.
Più in generale si andò ad indicare con questo termine ogni aggregazione religiosa e di culto protetta dalla legge. In seguito, per estensione, il termine ha indicato raggruppamenti di persone molto eterogenei tra di loro.

## Il tiaso di Saffo
Nell'isola di Lesbo la poetessa lirica Saffo fu sacerdotessa di un tìaso legato al culto di Afrodite. In questo luogo venivano mandate le ragazze di famiglie facoltose per essere istruite. L'educazione delle fanciulle era finalizzata al matrimonio, e quindi venivano insegnate doti come il canto, la danza, la ricerca della bellezza, la raffinatezza e l'amore.
Erano dunque frequenti rapporti di omoerotismo sia tra le allieve del tìaso sia tra le singole ragazze e Saffo. Questo rapporto di pederastia era tollerato, anzi incoraggiato, nella società della Grecia arcaica e in particolare nell'isola di Lesbo, in quanto si riteneva che fosse una fase propedeutica all'amore eterosessuale del matrimonio.